# Z-Cars
Z-Cars (1962-1978) was een Britse politieserie en met 667 episodes de langstlopende televisieserie op de Britse televisie. De naam Z-Cars slaat op de door de politie gebruikte auto's. In de hoofdrol speelde Stratford Johns (1925-2002) als politieman DCI Charlie Barlow.
Z-Cars (soms geschreven als Z Cars) was een politieserie over de werkzaamheden van de politie in het fictieve stadje Newtown, gebaseerd op Kirkby aan de rand van Liverpool, Merseyside in het noordwesten van Engeland. Geproduceerd door de BBC en vertoond op de BBC Television (omgedoopt BBC1 in 1964), begon de serie in januari 1962.
De titel van de serie Z-cars is naar verluidt niet vernoemd naar de auto's Ford Zephyr of Ford Zodiac, hoewel in de serie wél Lancashire-police Ford Zephyr Mk II's (in 1962) en de Ford PR Fleet Mk III Zephyr 6's (van 1963-1965) als dienstwagens werden gereden. Bron:[dode link]
De Zephyr was de standaard patrouillewagen (niet hetzelfde als de misdaadauto) gebruikt in Lancashire en andere politiekorpsen. De Zodiac is nooit gebruikt door de Britse politie.
Charlie Barlow, John Watt en sergeant Blackitt kwamen later opnieuw uit in een nieuwe serie Softly, Softly. Z-Cars kwam opnieuw uit in maart 1967 met slechts James Ellis en Joseph Brady uit de originele serie.

## Acteurs in de serie
- DCI Charlie Barlow - Stratford Johns (1962-1965)
- DS John Watt - Frank Windsor (1962-1965, 1978)
- PC 'Fancy' Smith - Brian Blessed (1962-1965)
- PC 'Jock' Weir - Joseph Brady (1962-1968)
- PC / DC / Sgt. / INSP. Bert Lynch - James Ellis (1962-1978)
- PC Bob Steele - Jeremy Kemp (1962-1963)
- Sgt. Percy Twentyman - Leonard Williams (1962-1963)
- PC Ian Sweet - Terence Edmond (1962-1964)
- DCS / ACC / CC Robins - John Phillips (1962-1978)
- DI Dunn - Dudley Foster (1962)
- WPC Stacey - Lynne Furlong (1962-1965)
- DC Hicks - Michael Forrest (1962-1964)
- Sgt. Michaelson - James Cossins (1963)
- DC Eliot - John Thaw (1963-1964)
- PC David Graham - Colin Welland (1963-1965)
- Sgt. Blackitt - Robert Keegan (1963-1965)
- DI Bamber - Leonard Rossiter (1963)
- PC Ken Baker - Geoffrey Whitehead (1964-1965)
- PC Taylor - Marcus Hammond (1964-1965)
- PC Ray Walker - Donald Gee (1965)
- DI Hudson - John Barrie (1967)
- DS Stone - John Slater (1967-1974)
- PC Culshaw - David Daker (1967-1968)
- PC Tate - Sebastian Breaks (1967)
- PC mei - Stephen Yardley (1967-1968)
- WPC Parkin - Pauline Taylor (1967-1969)
- PC Newcombe - Bernard Holley (1967-1971)
- DC Kane - Christopher Coll (1967-1968)
- BD Girl - Jennie Goossens (1967-1971)
- DI Todd - Joss Ackland (1967-1968)
- PC Jackson - John Wreford (1967-1968)
- DI Witty - John Woodvine (1968-1969)
- PC Roach - Ron Davies (1968-1969)
- PC Bannerman - Paul Angelis (1968-1969)
- PC / Sgt. Quilley - Douglas Fielding (1969-1978)
- DI Neil Goss - Derek Waring (1969-1972)
- PC / DC Skinner - Ian Cullen (1969-1975)
- PC Horrocks - Barry Lowe (1970-1975)
- PC / Sgt. Bowman - John Swindells (1970-1973)
- DS Haggar - John Collin (1971-1976, 1978)
- DC Scatliff - Geoffrey Hayes (1971-1974)
- PC Covill - Jack Carr (1971-1972)
- PC Render - Allan O'Keefe (1971-1978)
- Sgt. Culshaw - John Challis (1971-1975)
- DI Connor - Gary Watson (1972-1974)
- PC Yates - Nicholas Smith (1972-1975)
- DC Braithwaite - David Jackson (1972-1978)
- Keith Wallace - Richard Mullarkey (1974 Episode One "Prioriteit")
- Angie Burford - Joanna Tope (1974)
- DC Bowker - Brian Grellis (1974-1978)
- Sgt. Chubb - Paul Stewart (1974-1978)
- DI Moffat - Ray Lonnen (1975-1977)
- Bezorgster - Geraldine Newman (1977)
- DI Maddan - Tommy Boyle (1978)